# Dumitra
Dumitra là một xã thuộc hạt Bistrița-Năsăud, România. Dân số thời điểm năm 2002 là 4546 người.